# Pasadena (California)
Pasadena è un comune (city) degli Stati Uniti d'America della contea di Los Angeles nello Stato della California. La popolazione era di 137 122 persone al censimento del 2010, il che la rende la nona città più popolosa della contea di Los Angeles, la 40ª città più popolosa dello stato, e la 165ª città più popolosa della nazione. Pasadena è anche il centro più popolato ed importante della valle di San Gabriel.
È molto famosa in quanto ospita il complesso del Jet Propulsion Laboratory della NASA e anche per il Rose Bowl, stadio unico al mondo non tanto per la struttura in sé, quanto perché è l'unico stadio al mondo in cui si siano giocate le finali del torneo olimpico di calcio (1984, Olimpiadi di Los Angeles), dei mondiali di calcio maschile (1994), dei mondiali di calcio femminile (1999) oltre al Super Bowl (1977, 1980, 1983, 1987, 1993).
La più prestigiosa istituzione culturale della città è il Norton Simon Museum, che ospita una delle più grandi collezioni private d'arte del secondo XX secolo. Inoltre nella città ha sede il Caltech, l'istituto californiano di tecnologia, all'avanguardia nella ricerca nel campo dell'ingegneria e delle scienze naturali. Il Pasadena Museum of History è l'istituzione dedicata alla storia, all'arte e alla cultura della Pasadena storica e della Valle di San Gabriel occidentale. Comprende il Museo del Centro Storico di Pasadena, i giardini Fenyes, la biblioteca, gli archivi, la Curtin House e il Museo Finlandese d'Arte Popolare.
A Pasadena è ambientata la sitcom The Big Bang Theory, e funge da location per la cittadina fittizia di Pawnee, Indiana della serie Parks and Recreation.

## Geografia fisica
Secondo lo United States Census Bureau, ha un'area totale di 59,9 km².

## Storia

### Popolazione indigena ed Era coloniale spagnola
I primi abitanti di Pasadena (parola derivata dal linguaggio Chippewa significante "Corona della valle") e dell'area circostante erano membri della tribù di nativi americani Hahamog-na, ramo della nazione Tongva.
Successivamente il bacino di Los Angeles fu colonizzato dagli spagnoli che a partire dagli anni 70 del '700 inclusero l'area nel Vicereame della Nuova Spagna.

## Società

### Evoluzione demografica
Secondo il censimento del 2010, c'erano 137 122 persone.

### Etnie e minoranze straniere
Secondo il censimento del 2010, la composizione etnica della città era formata dal 55,8% di bianchi, il 10,7% di afroamericani, lo 0,6% di nativi americani, il 14,3% di asiatici, lo 0,1% di oceaniani, il 13,6% di altre etnie, e il 4,9% di due o più etnie. Ispanici o latinos erano il 33,7% della popolazione.

## Istituti
Pasadena ospita il California Institute of Technology (Caltech), che comprende il Jet Propulsion Laboratory, gestito in collaborazione con la NASA. 
La città è anche un centro per lo sviluppo e la produzione di elettronica e strumenti di precisione.
Vi si trova inoltre l'Art Center College of Design (Art Center), una delle principali scuole di design grafico e industriale al mondo. 
Tra gli istituti religiosi, ha sede a Pasadena il Seminario Teologico Fuller. 
In ambito culturale, il Norton Simon Museum espone una delle collezioni d'arte più importanti della California.
Dal 1945, si è qui trasferita una sezione della Società Teosofica, dedita allo studio e alla diffusione della teosofia, che ha adottato il nome di Theosophical Society in America (TSA), chiamata anche Società Teosofica di Pasadena.

## Sport
Dal punto di vista sportivo Pasadena è conosciuta grazie allo stadio Rose Bowl, il quale fu teatro della finale del campionato mondiale di calcio 1994 e di altre partite della manifestazione.
Fu utilizzato anche per i Giochi Olimpici del 1984. 

## Amministrazione

### Gemellaggi
- Järvenpää, dal 1983
- Ludwigshafen am Rhein, dal 1948
- Paju, dal 2009
- Mishima, dal 1957
- Vanadzor, dal 1991
- Distretto di Xicheng, dal 1999